# 빅 원덜리
빅 원덜리(영어: Vic Wunderle)로 잘 알려진 빅터 스티븐 원덜리(영어: Victor Steven Wunderle, 1976년 3월 4일~)는 미국의 양궁 선수이다. 올림픽에 3회(2000, 2004, 2008) 참가했으며 2000년 하계 올림픽에서 개인전 은메달과 단체전 동메달을 획득했다. 또한 세계 양궁 선수권 대회에서 메달 1개를 획득했으며 팬아메리칸 게임에서 금메달 7개, 은메달 2개, 동메달 1개를 획득했다.